# Shenyen Dragpa
Shenyen Dragpa  (1545-1618) was een Tibetaans geestelijke. Hij was de negenentwintigste Ganden tripa van 1608 tot 1614 en daarmee de hoofdabt van het klooster Ganden en hoogste geestelijke van de gelugtraditie in het Tibetaans boeddhisme.
Shenyen Dragpa werd geboren in de plaats Chone in Amdo met de naam Sonam Döndrub. Reeds in zijn jeugd zou hij naar Lhasa zijn gegaan, waar hij leerde lezen en schrijven en boeddhistische teksten reciteerde. Niet bekend is in welk klooster dat plaatsvond. Verder ging hij zich bekwamen in Sanskriet, de dichtkunst en kalligrafie. Gendün Gyaltsen, de 28e Ganden tripa, gaf hem zijn kloosternaam Shenyen Dragpa. Na zijn basisopleiding bestudeerde hij de belangrijkste onderwerpen van het curriculum van de gelug-traditie. 
Shenyen Dragpa werd abt van het Sangpu Peser-klooster, het Gyume-college en bij het Shartse-college van het Gandenklooster. Hij gaf er onderricht in soetra en tantra. Hij bemiddelde succesvol bij een conflict dat deze kloosters hadden met Depa Kyishopa, een bestuurder van het gebied. Later ging deze de kloosters financieel ondersteunen.
In 1608 werd Shenyen Dragpa op 62-jarige leeftijd benoemd tot de 29e Ganden tripa. Hij bekleedde deze post gedurende de gebruikelijke termijn van 7 jaar tot 1614. Na zijn termijn leidde hij een teruggetrokken bestaan en werkte nog enkele jaren aan zijn persoonlijke dharma. Hij overleed in 1618 op 73-jarige leeftijd. In het Gandenklooster kwam een zilveren stoepa voor zijn relieken.